# Парлеац (Долина Аосте)
Парлеац је насеље у Италији у округу Долина Аосте, региону Долина Аосте.
Према процени из 2011. у насељу је живело 21 становника. Насеље се налази на надморској висини од 468 м.